# Јукатан (држава)
Јукатан (шп. Estado de Yucatán), мексичка држава је на југоистоку земље, на делу истоименог полуострва. 
На западу и југозападу граничи се са државом Кампече, на северу са Мексичким заливом, а на југу и истоку са државом Кинтана Ро.
Заузима површину од 38.402 km², и има око 1,7 милиона становника.
Главни град је Мерида.
У држави Јукатан се налазе значајна археолошка налазишта културе Маја, као што су градови Чичен Ица и Усмал.
Име државе потиче од фразе из језика Маја yuk-ak-atan, што значи „не разумем твој језик“.

## Становништво
| 1990.     | 1995.     | 2000.     | 2005.     | 2010.     |
| --------- | --------- | --------- | --------- | --------- |
| 1 362 940 | 1 556 622 | 1 658 210 | 1 818 948 | 1 955 577 |